# Pribić Crkveni
Pribić Crkveni je naseljeno mjesto u Republici Hrvatskoj u Zagrebačkoj županiji. 

## Zemljopis
Administrativno je u sastavu općine Krašić. Naselje se proteže na površini od 1,05 km².

## Stanovništvo
Prema popisu stanovništva iz 2001. godine u Pribiću Crkvenom živi 184 stanovnika i to u 37 kućanstava. Gustoća naseljenosti iznosi 175,24 st./km².
| broj stanovnika | 152   | 190   | 224   | 195   | 234   | 286   | 268   | 314   | 225   | 210   | 172   | 168   | 147   | 173   | 184   | 173   | 150   |
|                 | 1857. | 1869. | 1880. | 1890. | 1900. | 1910. | 1921. | 1931. | 1948. | 1953. | 1961. | 1971. | 1981. | 1991. | 2001. | 2011. | 2021. |